# Мариус-Ари Леблон

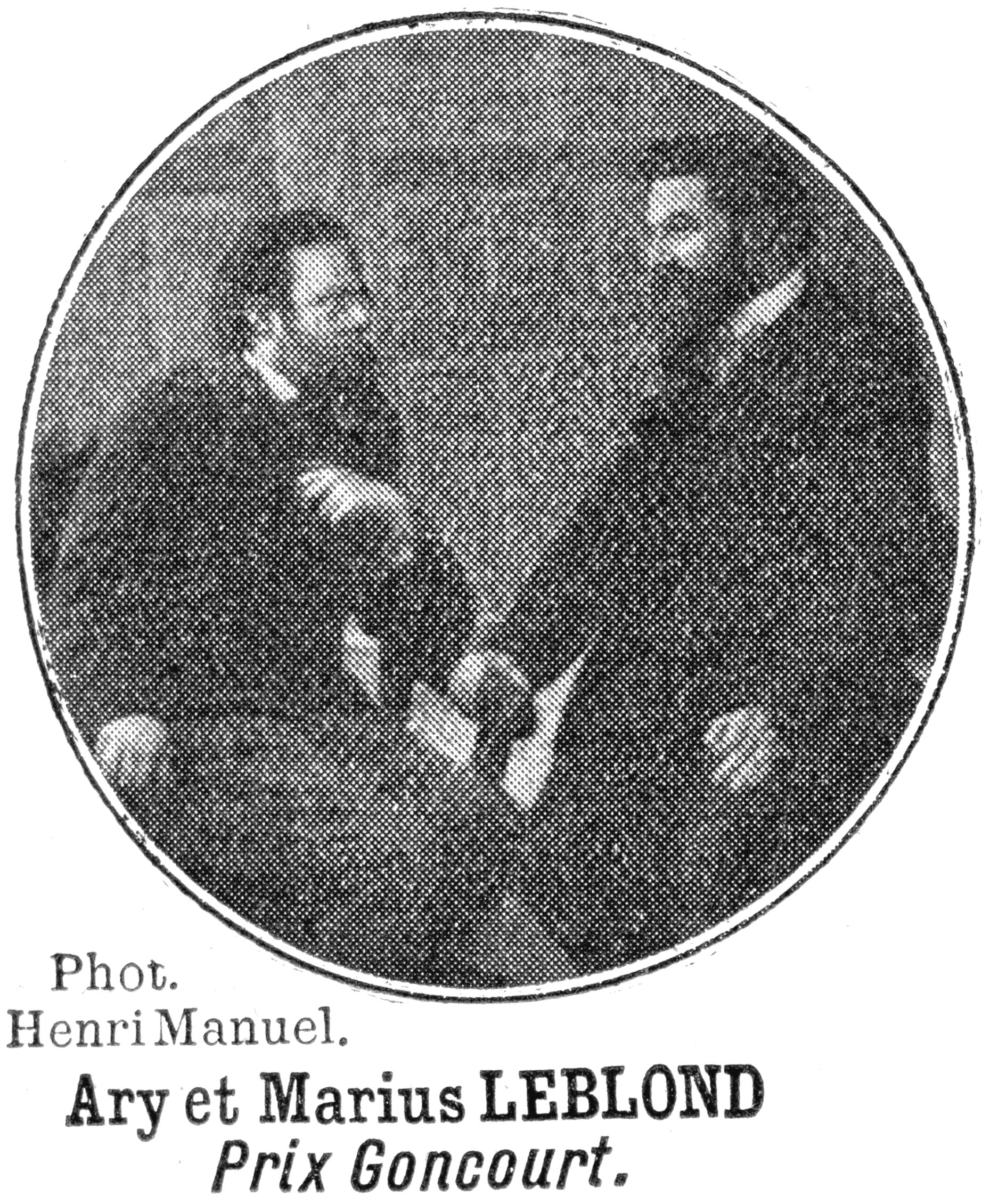
Ари и Мариус Леблон. Фотография Анри Манюэля. 1910

Мариус-Ари Леблон (фр. Marius-Ary Leblond) — коллективный литературный псевдоним, под которым писали Жорж Атена (фр. Georges Athénas, 26 февраля 1877, Сен-Дени (Реюньон) — 8 мая 1953, Париж, Франция) и Эме Мерло (фр. Aimé Merlo, 30 июля 1880, Сен-Дени — 7 апреля 1958, Реюньон) — французские писатели, журналисты и искусствоведы, лауреаты Гонкуровской премии 1909 года за роман «Во Франции».
Родились в Сен-Дени на французской колонии Реюньон. В 1898 они оба поехали в Париж учиться в Сорбонне. Там кузен Жоржа, реюньонский поэт Леон Дьеркс, ввёл их в литературные круги и познакомил с писателями Жозе-Мария де Эредиа, Сюлли-Прюдом, Франсуа Коппе и другими.
Молодые литераторы взяли за образец писателей натуралистического уклона и увлекались творчеством обоих Рони, с которыми был знаком Жорж. В конце века они написали свой первый роман под влиянием Мопассана — «Шарик Мари» (Marie la Boule). Под названием «Зезер» он был опубликован в 1903 году.
В 1900 году Эме из-за болезни лёгких перебрался в Алжир ради здорового климата. Вслед за ним уехал Жорж. Впечатления от жизни в этой французской колонии впоследствии отразились в романе «Во Франции» (En France). В 1907 года был опубликован «Вади». Это произведение, которое показывает отношения между колонизаторами-французами и колонизированными алжирцами, можно считать их первым «колониальным романом».
В 1900 Жорж и Эме основали свой первый журнал «Великая Франция» (La Grande France), который выходил до 1903-го. Отмеченный духом колониализма, он прежде всего имел целью противопоставить моральное величие Франции в её заморских владениях и банальное стремление Великобритании к колониальной экспансии. Уже в самом названии журнала чувствовалась параллель «La Grande France — La Grande Brétagne».
С 1912 по 1952 год вместо этого журнала выходил еженедельник La Vie. Не отказываясь от программы, объявленной в «Великой Франции», он затрагивал широкий круг вопросов в науке, архитектуре, медицине, литературе, спорте, международной политике, а особенно искусстве. В журнале публиковались репродукции произведений современных художников и критические статьи об искусстве, авторами которых были, кроме Жоржа и Эме, Поль Клодель, Франсис Жамм, Поль и Виктор Маргеритт, младший и старший братья Рони, Поль Адан, Камиль Моклер, Альфонс де Шатобриан, Леон Энник, Рене Гиль, Гюстав Кан, Сюлли-Прюдом, Феликс Фенеон, Морис Дени, Поль Валери и другие. Сами Жорж и Эме опубликовали в своих и других журналах, согласно Катрин Фурнье, свыше восьмисот статей, в основном литературно-критических.
В 1914—1916 годах Жорж Атена работал секретарем министра обороны Франции — маршала Жозефа Галлиени, которого называли «Спаситель Парижа». На материале этой службы написана книга мемуаров «Галлиени говорит».
Беллетристическое наследие этих двух соавторов состоит из двадцати романов, сборников рассказов, сказок и путевых записок. Преобладает тематика, связанная с Реюньоном, Мадагаскаром, а также с выдающимся реюньонским литератором — Леконтом де Лилем.
Жорж и Эме сформулировали теоретические основы так называемого колониального романа, противопоставив свою реалистичность экзотизму Пьера Лоти. В 1926 году они написали своеобразный манифест «После экзотизма Лоти — колониальный роман». С помощью такого жанра писатели хотят заинтересовать французского читателя сближением людей разных рас — жителей колоний — через развитие их культурной самобытности. По мнению авторов, имперское правление дает Франции возможность утверждать свою власть и превосходство своей цивилизации, а роман также позволяет подчеркнуть идентичность колониальных народов.
Прежде всего благодаря им обоим 25 августа 1911 в Сен-Дени, в бывшей резиденции епископа, открыто второе за всю историю Реюньона музейное заведение — Музей искусства. 12 ноября 1912 года оно названо именем Леона Дьеркса.

## Премии и награды
В 1903 году Жорж и Эме претендовали на Гонкуровскую премию, представив на рассмотрение роман «Зезер», которым хотели «побудить европейскую общественность любить чернокожих людей». Но ни этим произведением, ни через два года книгой «Колдовство», ни с «Сарабандой» они не смогли получить эту премию, хотя их поддерживали такие авторитеты, как братья Рони, а в открытом опросе, который устроил журнал La Presse, за этих двух реюньонцев высказались широкие круги читателей.
Зато в 1906 году двоюродные братья получили от Французской академии свою первую литературную премию за «Большой остров Мадагаскар» — хорошо иллюстрированную книгу о регионах, расах, верованиях и ресурсах этой тогдашней французской колонии. В 1909 году, при поддержке Маргеритта, де Бурже и Рони, соавторы всё же получили Гонкуровскую премию за роман «Во Франции», который описывает историю из жизни креольского студента. В следующем году им присудили Премию литературной критики (Prix de la Critique Littéraire) за дидактическую книжку «Идеал девятнадцатого века». В 1932 им единогласно была присуждена ежегодная «Большая премия Лассер» (Grand Prix Lasserre), которую министерство образования дает по советам комиссии писателей разных направлений.
Уже во второй раз, в 1937 году, Французская академия удостоила писателей Большой премией Французской академии (Grand Prix de l’Académie Française) за другое историческое произведение, которое они писали десять лет, — «Верцингеториг». Перед этим он получил одобрительные отзывы в прессе. А в 1943 Академия наградила их в третий раз — «Большой премией Империи» (Grand Prix de l’Empire) за весь литературный вклад. Кроме того, писателей, которые отличились также в патриотической и социальной сферах, удостоили наград Третьей и Четвёртой республик.
Из писательского дуэта Жорж первым, как член Высшего совета по образованию в колониях, получил орден Почётного легиона — от министра Симона.
По случаю трёхсотлетия Вест-Индии (это связано с написанием «Красивых и гордых Антильских островов»), по просьбе сенатора от Гваделупы, писателей наградили галстуком Почётного легиона (la cravate de la Légion d’honneur).
Кроме того, Жорж и Эме удостоены дворянского звания, стали кавалерами Большого Креста Национального ордена Португалии, орденов Польши, Эфиопии и Камбоджи.